# Pedro Analso de Miranda
Pedro Felipe Analso de Miranda y Ponce de León (¿?- 20 de agosto de 1731)
Perteneciente a la familia noble asturiana de los Valdecarzana-Miranda fue estudiante en Oviedo y colegial del Cuenca en Salamanca. Fue consejero de Felipe V, miembro de la Inquisición asentada en Santiago de Compostela y muy cruel y tiránico con sus vasallos.
Fue primero abad en Teverga en 1639, obispo de Teruel y finalmente abad en Teverga. 
Abad de la colegiata de San Pedro de Teverga entre 1690 y 1720.
Es nombrado obispo de Teruel el 16 de septiembre de 1720, siendo ordenado como tal el 15 de diciembre de ese mismo año. Cargo que ocupa el hasta el 30 de noviembre de 1729.
Está enterrado en la iglesia de San Pedro junto a su padre, el marqués de Valdecarzana, siendo conocidos ambos por ser las momias de Teverga.
| Predecesor: Lamberto Manuel López | Obispo de Teruel 1720 – 1729 | Sucesor: Francisco Pérez de Prado y Cuesta |

- Datos: Q6068115